# 로버트 헬프만

로버트 헬프먼(Robert Helpmann, 1909년 4월 9일 ~ 1986년 9월 28일)은 오스트레일리아의 안무가, 배우, 발레 무용수, 무대 연출가이다.
마운트갬비어에서 태어났으며 시드니에서 사망하였다.

## 영화
- 헐리웃과 맞장뜨기: 호주 B무비의 세계 (2008년)
- 패트릭 (1978년)
- 이상한 나라의 앨리스 (1972년)
- 치티 치티 뱅 뱅 (1968년)
- 북경의 55일 (1963년)
- 호프만의 이야기 (1951년)
- 분홍신 (1948년) - 이반 보리스로스키 역
- 캐러밴 (1946년)
- 헨리 5세 (1944년)
- 원 오브 아워 에어크래프트 이즈 미싱 (1942년)